# Дрвеник Вели
Дрвеник Вели је острво у Јадранском мору. Припада Хрватској. У близини се налазе острва Дрвеник Мали и Шолта. Дрвеник Вели је од копна одвојен Дрвеничким вратима која су дуга 2,7 km a широка 1,8 километара. Од Дрвеника Малог удаљен је 1,5 километара а од Шолте 3,5 километара. Дужина обалне линије износи 23 километара.
Површина острва износи 12,7 km², а максимална дужина 5,5 километара. Око овог острва налазе се мала острвца: Малта, Оруд, Мачакнар, Кркњаш Вели и Кркњаш Мали.
Максимална надморска висина је 177 метара на брду Бухај. 
На острву влада медитеранска клима и јављају се уобичајене биљне и животињске врсте за ту климу.
- Географска ширина: 43° 27' СГШ
- Географска дужина: 16° 08' ИГД

## Воде
Због геолошког састава, кршког рељефа и специфичних климатских особина на острву нема текућих вода. Због малог слива на острву не постоји могућност скупљања кишнице у удубљењима. Водоснабдевање се врши индивидуалним бунарима који се пуне кишницом или водом коју доносе водоносци. Због недостатка воде на острву је развијено само узгајање маслина и помачло виноградарство. 
Море око острва је чисто јер у близини нема индустрије. Просечна дубина у околини острва износи 60 m, али на неким местима долази и до 100 m.

## Становништво
Постоје извори по којима су се први становници доселили на острво око 1420. године. Године 1855. на острву је било 534 стално насељених становника. Године 1942. на острву живи око 1200 становника. Године 1984. живело је 205 становника, а 1986. око 170 од којих је скоро 90% било са преко 70 година старости. Према попису из 2001. године Дрвеник Вели има 168 становника.
У споменицим из XIII. века, спомиње се под називом Герона или Гируна. Да XV. века острво није било насељено, а онда долазе бегунци с копна. Трогир 1639. продале властели острва Дрвеник Вели и Дрвеник Мали, задржавајући право сече шуме.